# 미야타 이즈미
미야타 이즈미(일본어: 宮田 和純, 2001년 4월 28일~)는 일본의 축구 선수이다.

## 구단 경력
그는 2019년까지 J3리그의 FC 도쿄 U-23에서 뛰었다. 2020년부터 2023년까지 류쓰케이자이 대학에서 활동하였다. 2024년 J2리그의 요코하마 FC에 입단했다. 2024년 5월부터 2025년 6월까지 가이나레 돗토리와 UD Oliveirense에서 뛰었다.